# موبايل مي
موبايل مي (بالإنجليزية: MobileMe)‏ (المعروف سابقاً باسم آي تولز (بالإنجليزية: iTools)، ترجمة حرفية 'أدوات آي أو أدوات آبل'‏ من 2000 إلى 2002، ودوت ماك (بالإنجليزية: .Mac)‏ حتى عام 2008) هي مجموعة من الخدمات الإلكترونية والبرامج التي تم تقديمها بنظام الاشتراك من قبل شركة آبل. تدريجياً نُقِل جميع الخدمات إلى خدمة آي كلاود المجانية واستبدالها بشكل كامل، وتوقفت خدمة موبايل مي في 30 يونيو 2012، مع إمكانية نقل البيانات إلى آي كلاود حتى 31 يوليو 2012، أو توفير بيانات الحساب للتنزيل حتى ذلك التاريخ، عندما تم إغلاق الموقع بشكل كامل. وفي ذلك التاريخ، تم حذف جميع البيانات، وعناوين البريد الإلكتروني للحسابات التي لم يتم نقلها إلى آي كلاود تم وضع علامة عليها على أنها غير مستخدمة.
أطلقت آبل موقع آي تولز في 5 يناير 2000، كمجموعة مجانية من الخدمات الإلكترونية على الإنترنت لمستخدمي نظام التشغيل ماك أو إس 9. وأعادت آبل إطلاقه مرة أخرى بأسم دوت ماك في 17 يوليو 2002، ليصبح خدمة اشتراك مدفوعة تستهدف بشكل أساسي مستخدمي نظام التشغيل ماك أو إس. وأطلقت آبل الخدمة مرة أخرى باسم موبايل مي في 9 يوليو 2008، واستهدفت في ذلك الوقت مستخدمي نظام التشغيل ماك أو إس و مايكروسوفت ويندوز وأجهزة آيفون وآي بود تاتش.
في 24 فبراير 2011 أوقفت آبل عرض موبايل مي في متاجرها ولاحقاً في متاجر البيع بالتجزئة. أيضاً وُقِفت الاشتراكات الجديدة. وفي 12 أكتوبر 2011 أطلقت آبل خدمة آي كلاود لتحل محل موبايل مي للمستخدمين الجدد، وأتاحت الوصول للمستخدمين الحاليين حتى 30 يونيو 2012، عندما كان من المفترض أن تتوقف الخدمة.

## التاريخ

### آي تولز
تم تسمية المجموعة الأصلية لبرامج وخدمات الإنترنت المعروفة الآن باسم آي كلاود باسم آي تولز أولاً، والتي تم إصدارها في 5 يناير 2000، وجعلت متاحة مجانًا لمستخدمي ماك أو إس.
وكانت الخدمات التي قدمتها آي تولز تشمل أول ظهور لعناوين البريد الإلكتروني @mac.com، والتي لا يمكن الوصول إليها إلا من خلال برنامج البريد.
كانت آي تولز عرضًا أساسيًا لنظام التشغيل ماك أو إس، وتوفر دعمًا فنيًا محدودًا عبر منتديات النقاش. ومع ذلك، كان بعض ميزات آي تولز متاحة عبر منصات غير ماك أو إس، على الرغم من أنه كان يتطلب وجود ماك أو إس لإنشاء حساب، على سبيل المثال: كان من الممكن تعديل محتوى الصفحة الرئيسية باستخدام متصفح الويب على ويندوز أو عبر لينكس.
على الرغم من أن الإصدار الأصلي من آي ديسك استخدم مشاركة أبل آي بي للنقل واحتاج إلى نظام التشغيل ماك أو إس 9، إلا أنه تم تحديثه في نهاية المطاف لاستخدام تقنية WebDAV، وبالتالي فتح الوصول إلى أنظمة التشغيل غير ماك أو إس، بما في ذلك ويندوز إكس بي.

### دوت ماك
مع ارتفاع التكاليف، ولا سيما بسبب مساحة تخزين آي ديسك، والطلب الواسع على حسابات البريد الإلكتروني @mac.com، وزيادة احتياجات الدعم، تم تغيير اسم آي تولز إلى دوت ماك في 17 يوليو 2002، كمجموعة خدمات تستند إلى الاشتراك مع فريق دعم فني مخصص.
قدم دوت ماك العديد من الأدوات للمشتركين، بما في ذلك الإصدارات المحسنة من الصفحة الرئيسية، خدمة استضافة الويب الشخصية، آي ديسك خدمة تخزين الأقراص على الإنترنت، @mac.com مزود خدمة البريد الإلكتروني الذي يقدم كل من بروتوكولات مكتب البريد وبروتوكولات الوصول إلى رسائل الإنترنت وآي كارد (خدمة بطاقات التهنئة على الإنترنت). وقد قدمت دوت ماك خدمات جديدة مثل: النسخ الاحتياطي (هو حل نسخ احتياطي شخصي يسمح للمستخدمين بأرشفة البيانات على آي ديسك أو قرص مضغوط أو دي في دي)، ومكافي فيركس (ماسحة الفيروسات التي حصل عليها مشتركي دوت ماك حتى 15 يونيو 2005).
أعلنت أبل في 17 سبتمبر 2002 أن أكثر من 100,000 شخص اشتركوا في دوت ماك منذ إطلاقه في وقت سابق من ذلك العام. تم تحويل حسابات آي تولز الحالية إلى حسابات دوت ماك خلال فترة تجريبية مجانية انتهت في 30 سبتمبر 2002. وقد أثار هذا الإجراء ردود فعل مختلطة بين مستخدمي ماك أو إس، حيث اعتبر بعضهم أن دوت ماك مرتفع السعر.
في أكتوبر 2006، أطلقت أبل تحديثًا لخدمة البريد الإلكتروني دوت ماك الخاصة بها، حيث كانت واجهتها قريبة من واجهة بريد ماك أو إس إكس. تعتمد الوظائف الجديدة على تقنية أجاكس وتوفير السحب والإسقاط، وعرض ثلاثي متجدد على الشاشة، والقدرة على تغيير حجم اللوحات. استخدمت ماك أو إس إكس v10.5 ليوبارد دوت ماك لتوفير نظام أسماء النطاقات الديناميكية لميزة الوصول إلى جهازي الشخصي (بالإنجليزية: Back to My Mac)‏، وهي خدمة سطح مكتب عن بعد.
في 7 أغسطس 2007 أعلن ستيف جوبز (الرئيس التنفيذي لشركة أبل) عن ميزات جديدة لـ دوت ماك، بما في ذلك ميزة معرض الصور على الإنترنت (بالإنجليزية: Web Gallery)‏ الجديدة، وهي مزيج من ميزات فليكر ويوتيوب. توفر كل حساب دوت ماك الآن 10 جيجابايت من مساحة التخزين التي يمكن تقسيمها بين تخزين البريد الإلكتروني لعنوان البريد الإلكتروني @mac.com و آي ديسك الخاص بالمستخدم. تسمح تفضيلات الحساب للمستخدم بتحديد كمية مساحة التخزين التي يرغبون في تخصيصها لكل من الخدمتين حسب رغبتهم. يمكن للمستخدمين الذين يرغبون في الحصول على مساحة تخزين إضافية شراء ما يصل إلى إجمالي 30 جيجابايت مقابل رسوم سنوية أعلى. يمكن استخدام مساحة التخزين للبريد الإلكتروني و آي ديسك بأي طريقة يريدها المستخدم، على أن تكون مطابقة لشروط اتفاقية ترخيص دوت ماك.
قدم دوت ماك أيضًا في إصدار معبأ، متوفر في المتاجر وعبر الإنترنت (باعتباره منتجًا ماديًا). كان يحتوي الصندوق على رمز تنشيط يتم إدخاله عند التسجيل أو تجديد الاشتراك.

### موبايل مي
إزالة أبل العديد من ميزات دوت ماك بعد الانتقال إلى موبايل مي:
- تم إزالة الدعم لـ ماك أو إس إكس 10.4.10 أو الإصدارات الأقدم (تتطلب بعض الميزات ماك أو إس إكس 10.5 أو الإصدارات الأحدث، مثل دمج آي لايف (بالإنجليزية: iLife)‏).[13]
- بطاقات آي كارد.
- الوصول عبر الويب إلى العلامات المرجعية.
- شرائح دوت ماك.
- مجموعات دوت ماك (مع نقل الملفات التي تم تحميلها إلى المجموعات إلى مجلد "أرشيف المجموعة" لأصحاب المجموعات).

شهد إطلاق موبايل مي العديد من المشاكل. تم انتقاد موبايل مي، كخلف لـ دوت ماك، بشدة خلال إطلاقه في البداية لعدم استقراره ووجود مشاكل في المزامنة، وقد تم الإبلاغ عن عدم قدرة المستخدمين على الوصول إلى أي من وظائف البريد الإلكتروني في موبايل مي. واشتبه في أن هذا يرتبط بالتبديل من دوت ماك إلى موبايل مي. فرضت النسخة التجريبية المجانية من موبايل مي رسومًا عن غير قصد على بطاقات ائتمان بعض العملاء الأستراليين والأوروبيين ، مما دفع شركة أبل إلى إصدار المبالغ المستردة وتمديد الفترة التجريبية المجانية إلى أربعة أشهر. نظرًا للمشاكل في التحويل من حسابات دوت ماك وغيرها من المشكلات، أنشأت أبل صفحة للأخبار الحالية وأعادت تصميم صفحتها للدعم.
في مايو 2011 ذكرت مجلة فورتشن أنه خلال صيف عام 2008، بعد إطلاق موبايل مي الذي حظي بتقييمات سلبية بشكل رئيسي، استدعى الرئيس التنفيذي لشركة أبل، ستيف جوبز، فريق موبايل مي لاجتماع في القاعة الصالحة للعروض في مبنى 4 Infinite Loop. بعد أن طرح عليهم السؤال "ما هو الهدف من موبايل مي"، رد أحدهم، فأجاب جوبز بالقول: "لماذا لا يفعل ذلك يا لعنة الله؟"
في بريد إلكتروني داخلي أرسله جوبز إلى موظفي أبل في 4 أغسطس 2008، اعترف جوبز بأن إطلاق موبايل مي كان متسرعًا و"لم يكن على مستوى معايير أبل". وكتب جوبز أنه "كان خطأ إطلاق موبايل مي في نفس الوقت الذي تم فيه إطلاق آيفون 3 جي وآيفون أو إس 2 ومتجر التطبيقات". وفي 18 أغسطس 2008، تم الإعلان عن تمديد فترة اشتراك مستخدمي موبايل مي لمدة شهرين، بالإضافة إلى التمديد الذي تم تقديمه سابقًا لمدة شهر واحد.

### آي كلاود
بدءًا من أوائل عام 2011، بدأت أبل إزالة صناديق البيع بالتجزئة موبايل مي بالكامل من البيع في جميع متاجر أبل مع توقف التداول في المخزون تدريجياً من المتاجر الأخرى، ومن 6 يونيو 2011، تم منع المستخدمين من الاشتراك أو التجديد في خدمة موبايل مي عبر موقع أبل. في 6 يونيو 2011، تم الإعلان في مؤتمر WWDC 2011 عن إصدار آي كلاود في وقت ما في خريف عام 2011، والذي سيحل بالكامل محل خدمة موبايل مي التي سيتم إيقافها، ومع ذلك، سيتم تشغيل كل منهما بشكل متزامن للمشتركين الحاليين في موبايل مي حتى 30 يونيو 2012. ونظرًا للفشل العام لـ موبايل مي في الرأي العام، توقع ستيف جوبز التشكك في ادعائه بأن آي كلاود "يعمل بشكل مثالي"، وسأل بشكل استفهامي: "لماذا يجب أن أصدقهم؟ إنهم نفس الأشخاص الذين قدموا لي موبايل مي!"
في 12 أكتوبر 2011، جنبا إلى جنب مع إصدار آي أو إس 5 وآيفون 4 إس، بدأ آي كلاود للمستخدمين الجدد، والذين يمكنهم الآن الانتقال إلى آي كلاود إما فوراً أو في أي وقت قبل 30 يونيو 2012 عندما سيتم إيقاف موبايل مي بشكل دائم (ما عدا القدرة على تنزيل محدود). بالإضافة إلى خدمات البريد الإلكتروني والتقويم في موبايل مي، تتزامن آي كلاود ملفات عبر عدة أجهزة. كما وعدت أبل في WWDC 2011، بدأت الخدمة خلال خريف 2011، وأعطت كل مستخدم لإصدار آي أو إس 5 أو ماك أو إس إكس ليون سعة تخزين سحابية بحجم 5 جيجابايت مجانية للاستخدام الأساسي، مع توفر طبقات إضافية مدفوعة للحصول على المزيد من سعة التخزين. تم الاحتفاظ بـ @me.com كعنوان بريد إلكتروني افتراضي لمستخدمي آي كلاود الجدد. وبعد عام، حوالي خريف 2012، بدأت أبل في تسجيل مستخدمين جدد للحصول على عناوين بريد إلكتروني مجانية @icloud.com، وكذلك قدرة مستخدمين سابقين بـ @me.com على الاستمرار في استخدام هذا النطاق بريديًا متزامنًا؛ على غرار ما حدث في التغييرات السابقة للخدمة.